# 朱隆禧
朱隆禧（1499年—1556年），字子謙，號二峰，直隸蘇州府崑山縣人，民籍，明朝政治人物。

## 生平
正德十四年（1519年）己卯科應天府鄉試第十七名，嘉靖八年（1529年）己丑科進士。授行人司行人，十三年五月授兵科給事中，十五年三月升禮科右，七月升吏科左，十六年六月升兵科都，十八年升順天府府丞，十月大計考察被撤職闲住。嘉靖二十七年（1548年），陶仲文赴太和山，隆禧邀至其家，請其代為進獻長生秘術及所制香衲。陶仲文還朝，上奏。世宗大喜，賜白金、飛魚服。朱隆禧入朝謝恩，因大計罷免的閒官按例不能起復，世宗加封其太常卿致仕。居二年，嘉靖二十九年八月加禮部右侍郎。死後，又破例給予恤典。隆慶初年，追奪官職。

## 家族
曾祖朱昊，曾任承事郎；祖父朱栻，曾任監察御史；父朱紱，曾任聽選監生。母王氏。严侍下。